# 西永山駅
西永山駅（にしながやまえき）は、かつて北海道旭川市永山町5丁目に所在した日本国有鉄道（国鉄）宗谷本線の駅（廃駅）。事務管理コードは▲121802。

## 歴史
- 1955年（昭和30年）12月2日 - 西永山仮乗降場（にしながやまかりじょうこうじょう）として開業[3][1]。
- 1959年（昭和34年）11月1日 - 駅に昇格し、西永山駅となる[1][2][3][4]。
- 1967年（昭和42年）11月1日 - 廃止[3][4]。
  - 廃止後、1968年（昭和43年）10月1日に付近（旭川起点 6.6 km地点）に貨物駅である北旭川駅が開設され[3]、跡地も北旭川駅の構内に組み込まれた。

### 駅名の由来
「永山」の西方にあるため。

## 駅構造
単式ホーム1面1線のみを有した地上駅。

## 利用状況
1981年（昭和56年）刊行の『永山町史』によると、1日平均乗客13人（目算、調査年度不明、旭川鉄道管理局調べ）。

## 駅周辺
当時の当駅の周り一帯は民家が少なく農耕地が広がっていた。北旭川駅開設後は周辺が操車場の構内敷地（現在は一部が宅地化）および商業施設となっている。当駅南東側には、永山の市街地が広がっている。
- 北海道旅客鉄道（JR北海道）旭川運転所
- 国道39号・国道12号（旭川新道）
- 北海道道761号北旭川停車場永山線
- 日本通運旭川統括支店旭川支店コンテナセンター
- 明治乳業旭川工場

## 隣の駅
日本国有鉄道
宗谷本線
新旭川駅 - 西永山駅 - 永山駅